# Daleth

Daleth

Daleth (דלת) ist der vierte Buchstabe im Hebräischen Alphabet und hat heute den Lautwert [d]. Er hat den Zahlenwert 4.

## Geschichte
Das Daleth ist ein Konsonant, dessen schriftliche Form im phönizischen Alphabet auf die Darstellung einer geöffneten Zelttür zurückgeht. Von diesem phönizischen Buchstaben leiten sich auch das griechische Delta und das lateinische D ab.

## Spezielle Verwendung
Aufgrund seines Zahlenwertes wird das Daleth in Handschriften gelegentlich zur Abkürzung des Tetragramms יהוה JHWH verwendet („die vier Buchstaben“).

## Beispiele
- דברה Deborah: „Biene“
- דוד David
- דלילה Delila, weiblicher Vorname
- דלת delet: „Tür“ – Herkunft des Buchstabennamens
- דן Dan, männlicher Vorname
- דניאל Daniel: „Mein Richter ist Gott“
- דריוש Darjawesch, Darius

## Verwendung in der Mathematik
Sporadisch wird {\displaystyle \daleth } in der Mengenlehre zum Rechnen mit Kardinalzahlen verwendet.

## Zeichenkodierung
| Unicode Codepoint | U+05D3                  | U+2138                               |
| Unicode-Name      | HEBREW LETTER DALET     | DALET SYMBOL                         |
| HTML              | (&#1491; oder &#x05D3;) | &daleth; (oder &#8503;oder &#x2138;) |
| ISO 8859-8        | 0xE3                    |                                      |
| TeX / LaTeX       |                         | \daleth (mit \usepackage{amssymb})   |